# Vladislavs Gabovs
Vladislavs Gabovs (ur. 13 lipca 1987 w Rydze) – łotewski piłkarz, który występował na pozycji obrońcy.

## Życiorys

### Kariera klubowa
Profesjonalną karierę piłkarską rozpoczął w FK Multibanka Rīga. W żadnym zespole nie występował dłużej niż przez dwa sezony. Kolejno reprezentował barwy klubów: Auda Ryga, JFK Olimps, TVMK Tallinn z Estonii, FC Daugava, Dinaburg FC, FK Ventspils, FS Metta/LU, Skonto FC, Sokoł Saratów z Rosji, Korona Kielce z Polski, Pafos FC z Cypru, Riga FC, FK Liepāja oraz FK Jelgava. 9 marca 2021 ogłosił zakończenie kariery sportowej.

### Kariera reprezentacyjna
Był reprezentantem Łotwy w kategoriach wiekowych: U-17, U-18 i U-21.
W seniorskiej reprezentacji Łotwy zadebiutował 24 maja 2013 na Stadionie Międzynarodowym Chalifa (Doha, Katar) w przegranym 1:3 meczu towarzyskim przeciwko reprezentacji Kataru. Na boisku pojawił się w 74 minucie meczu.

## Statystyki

### Reprezentacyjne
Stan na 7 czerwca 2013
| Mecze i gole w reprezentacji | Mecze i gole w reprezentacji | Mecze i gole w reprezentacji | Mecze i gole w reprezentacji | Mecze i gole w reprezentacji | Mecze i gole w reprezentacji | Mecze i gole w reprezentacji |
| 2013                         | 2013                         | 2013                         | 2013                         | 2013                         | 2013                         | 2013                         |
| ---------------------------- | ---------------------------- | ---------------------------- | ---------------------------- | ---------------------------- | ---------------------------- | ---------------------------- |
| 1.                           | 24.05.2013                   | Doha, Katar                  | Katar                        | 1:3                          | 0                            | towarzyski                   |
| 2.                           | 28.05.2013                   | Duisburg, Niemcy             | Turcja                       | 3:3                          | 0                            | towarzyski                   |
| 3.                           | 07.06.2013                   | Ryga, Łotwa                  | Bośnia i Hercegowina         | 0:5                          | 0                            | El. MŚ 2014                  |

## Sukcesy

### Klubowe
TVMK Tallinn
- Puchar Estonii: 2006
- Superpuchar Estonii: 2006

FC Daugava
- Puchar Łotwy: 2008

FK Ventspils
- Triumf w Baltic League: 2010
- Mistrzostwo Łotwy: 2011
- Puchar Łotwy: 2011

Riga FC
- Mistrzostwo Łotwy: 2018, 2019
- Puchar Łotwy: 2018

### Reprezentacyjne
Łotwa
- Baltic Cup: 2016, 2018